# ハーレム125丁目駅

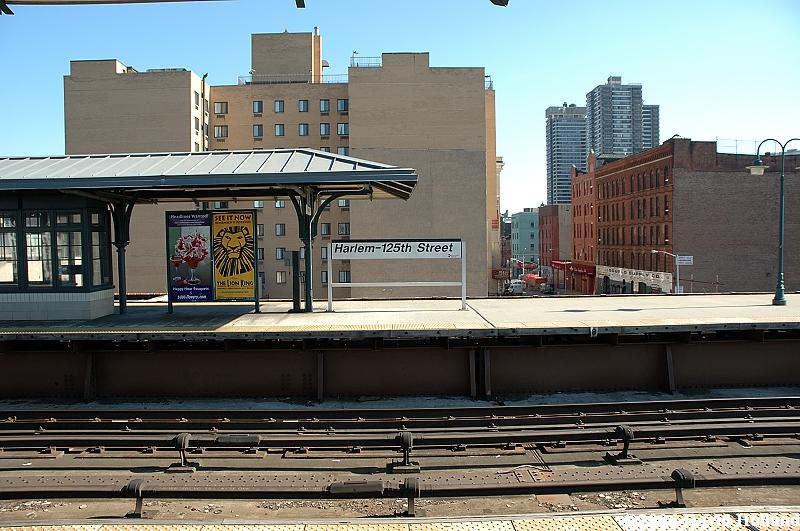
ハーレム125丁目駅

ハーレム125丁目駅 (ハーレム125ちょうめえき、Harlem-125th Street) は、ニューヨーク州ニューヨーク市マンハッタン区ハーレムの中心部に位置する、メトロポリタン・トランスポーテーション・オーソリティメトロノース鉄道の駅である。
ハドソン線、ハーレム線、およびニューヘイブン線の列車を利用でき、ハーレムへの通勤客が主な利用者となっている。グランド・セントラルまで10分かかる。
ハーレム125丁目の1ブロック東隣にはニューヨーク市地下鉄125丁目駅が位置しており、ニューヨーク市地下鉄4系統、5系統、および6系統に連絡できる。

## 歴史
1844年、現在の125丁目駅がある地点に、路面電車のための駅舎が建設された。その後、1874年にニューヨーク・セントラル鉄道とニューヨーク・ニューヘイブン・アンド・ハートフォード鉄道の路線が開通した。これに伴ってレールは陸橋上に移動され、駅舎は建て替えられた。
現在のハーレム125丁目駅は1896年から1897年にかけて建造され、設計はニューヨーク・セントラル・アンド・ハドソン川鉄道の建築技師長モーガン・オブライエンによって行われた。

## 駅構造
2面4線（島式2面）のホームを持つ高架駅である。各ホームは跨線橋で結ばれている。島式のホーム有効長は12車両。
線路の番号は中の順から始まる。
| 3番線 | ホーム | 1番線 | 2番線 | ホーム | 4番線 |

| のりば | 路線                                      | 方向 | 行先                                                         | 備考 |
| ------ | ----------------------------------------- | ---- | ------------------------------------------------------------ | ---- |
| 3･1    | ■ハーレム線 ■ハドソン線 ■ニューヘイブン線 | 上り | グランド・セントラル方面                                     |      |
| 2・4   | ■ハーレム線                               | 下り | ノース・ホワイト・プレインズ / サウスイースト / ワセイク方面 |      |
| 2・4   | ■ハドソン線                               | 下り | クロトン・ハーモン/ ポキプシー方面                           |      |
| 2・4   | ■ニューヘイブン線                         | 下り | ニュー・ヘブン－ユニオン方面                                 |      |

## 隣の駅
メトロノース鉄道
■ハーレム線
グランド・セントラル - ハーレム125丁目駅 - メルローズ
■ハドソン線
グランド・セントラル - ハーレム125丁目駅 - ヤンキース E. 153ストリート
■ニューヘイブン線
グランド・セントラル - ハーレム125丁目駅 - フォードハム